# Anomala calceata
Anomala calceata är en skalbaggsart som beskrevs av Louis Alexandre Auguste Chevrolat 1865. Anomala calceata ingår i släktet Anomala och familjen Rutelidae. Inga underarter finns listade i Catalogue of Life.